# Kotrčiná Lúčka
Kotrčiná Lúčka (en hongrois : Kaszásrét) est une commune de la région de Žilina, en Slovaquie.

## Histoire
La première mention écrite du village date de 1439.

## Démographie

### Évolution de la population
| Année:               | 1994. | 2004.   | 2014.   | 2024.    |
| -------------------- | ----- | ------- | ------- | -------- |
| Nombre de personnes: | 383   | 404     | 444     | 695      |
| Différence:          |       | +5,48 % | +9,90 % | +56,53 % |

| Année:               | 2023. | 2024.   |
| -------------------- | ----- | ------- |
| Nombre de personnes: | 676   | 695     |
| Différence:          |       | +2,81 % |